# ISIT
Internetowy System Informacji Turystycznej i Promocji Polski (ISIT) – system informacji turystycznej prezentujący atrakcje turystyczne Polski: polskie regiony, interesujące miejscowości, ciekawe miejsca i szlaki.
Stanowi interaktywne narzędzie służące do planowania podróży w regionie oraz ułatwiające korzystanie z atrakcji turystycznych, bazy noclegowej, gastronomicznej, komunikacji oraz lokalnej informacji turystycznej.
Wydawcą i administratorem portalu promującego jest Polska Organizacja Turystyczna, która stworzyła system ISIT w 2004 roku przy współpracy z siecią administratorów regionalnych (Regionalne Organizacje Turystyczne ROT) i lokalnych (Lokalne Organizacje Turystyczne i inne podmioty działające głównie w obrębie gminy) z całego kraju. 